# Салтыковское муниципальное образование
Салтыковское муниципальное образование (Салтыковское сельское поселение) — муниципальное образование  Ртищевского муниципального района Саратовской области.

## Общие сведения
Салтыковское муниципальное образование образовано в 2005 году. Имеет статус сельского поселения. Центр поселения —  село Салтыковка.

## Населенные пункты
- село Салтыковка;
- хутор Берёзовый;
- село Борки;
- село Елань;
- деревня Елизаветинка;
- село Каменка;
- посёлок Красный Хутор;
- село Крутец;
- посёлок Малая Байка;
- посёлок Первомайский;
- деревня Рули.